# Neoceratodus

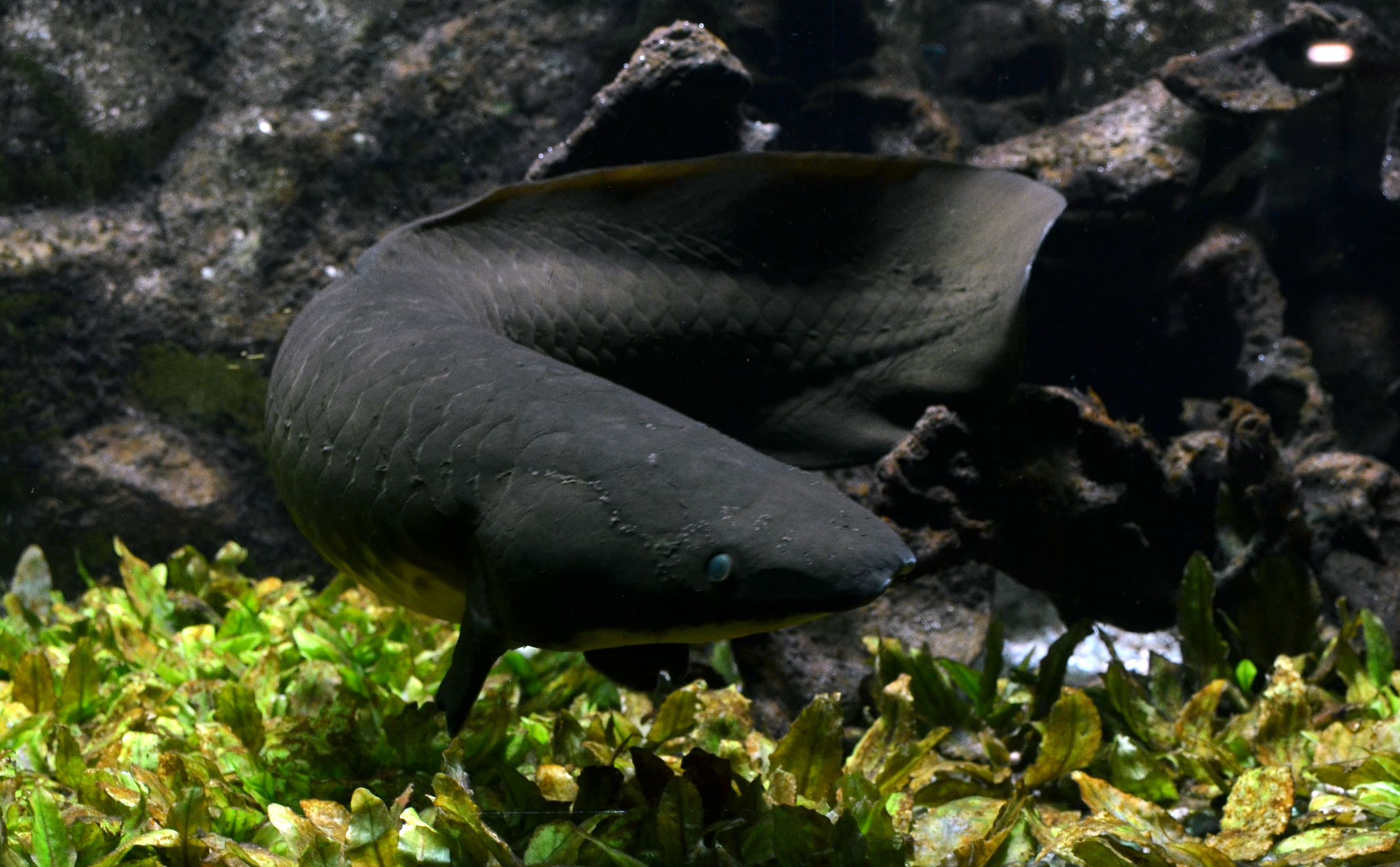
Neoceratodus forsteri, jedyny zachowany przedstawiciel tego rodzaju.

Neoceratodus – rodzaj ryb dwudysznych z rodziny rogozębowatych (Neoceratodontidae), obejmujący jeden gatunek współcześnie żyjący w Australii oraz wymarłe gatunki afrykańskie.

## Klasyfikacja
Współcześnie żyjący gatunek:
- Neoceratodus forsteri – rogoząb australijski[3], barramunda[3]

Klasyfikacja kilku wymarłych gatunków zaliczanych do tego rodzaju jest dyskutowana. Niekwestionowana jest pozycja †Neoceratodus africanus. Dla pozostałych proponowane są zmiany w klasyfikacji.